# Xã Sumner, Quận Webster, Iowa
Xã Sumner (tiếng Anh: Sumner Township) là một xã thuộc quận Webster, tiểu bang Iowa, Hoa Kỳ. Năm 2010, dân số của xã này là 325 người.